# Estonia en los Juegos Olímpicos de la Juventud 2018
Estonia participó en los Juegos Olímpicos de la Juventud 2018 en Buenos Aires, Argentina, celebrados entre el 6 y el 18 de octubre de 2018. La delegación estuvo conformada por 23 atletas y obtuvo una medalla de bronce en las justas.

## Medallero
Las medallas entregadas a los participantes de los equipos mixtos se representan en cursiva.
| Medalla           | Nombre            | Deporte  | Evento                    | Fecha  |
| ----------------- | ----------------- | -------- | ------------------------- | ------ |
| Medalla de plata  | Adelina Beljajeva | Gimnasia | Equipo miltidisciplinario | 10 oct |
| Medalla de bronce | Greta Jaanson     | Remo     | Individual femenino       | 10 oct |

| Presea        | Medalla de oro | Medalla de plata | Medalla de bronce | Total |
| ------------- | -------------- | ---------------- | ----------------- | ----- |
| TOTAL OFICIAL | 0              | 0                | 1                 | 1     |

## Competidores
| Deporte       | Masculino | Femenino | Total |
| ------------- | --------- | -------- | ----- |
| Tiro con arco | 1         | 0        | 1     |
| Atletismo     | 2         | 4        | 6     |
| Baloncesto    | 4         | 4        | 8     |
| Gimnasia      | 0         | 1        | 1     |
| Karate        | 0         | 1        | 1     |
| Remo          | 0         | 1        | 1     |
| Natación      | 2         | 2        | 4     |
| Lucha libre   | 0         | 1        | 1     |
| Total         | 9         | 14       | 23    |